# Sector-etalon de pădure, Scoreni
„Sector-etalon de pădure” este numele sub care este înregistrată o rezervație naturală silvică în raionul Ialoveni, Republica Moldova. Rezervația este amplasată între satele Malcoci și Condrița, ocolul silvic de scumpie Scoreni, Scoreni, parcela 22, subparcelele 1, 2, 4, 7; parcela 23, subparcela 3. Are o suprafață de 110,2 ha. Obiectul este administrat de Gospodăria Silvică de Stat Strășeni.